# Pedro Pierluisi
Pedro Rafael Pierluisi Urrutia (San Juan, 26 aprile 1959) è un politico portoricano, delegato residente di Porto Rico dal 2009 al 2017 e governatore dal 2 all'8 agosto 2019 e nuovamente dal 2021 al 2025.

## Biografia
Nato a San Juan, Pierluisi si laureò in legge alla George Washington University e lavorò come avvocato.
Entrato in politica con il Partito Nuovo Progressista (PNP), nel 1993 venne nominato procuratore generale di Porto Rico dal governatore Pedro Rosselló, e rimase in carica per quattro anni.
Nel 2008 venne eletto Delegato residente di Porto Rico, vale a dire il deputato non votante di Porto Rico in seno alla Camera dei Rappresentanti. Venne riconfermato per un secondo mandato nel 2012, poi nel 2016 non si candidò per la rielezione optando invece per la corsa a governatore, ma venne sconfitto nelle primarie.
Nell'ambito del PNP, è affiliato al Partito Democratico. Il 2 agosto 2019, dopo le dimissioni di Ricardo Rosselló, ha assunto la carica di governatore di Porto Rico, ma il successivo 7 agosto, la Corte Suprema statale ha dichiarato incostituzionale la sua assunzione della carica, rimuovendolo dall'incarico con effetto alle 17:00 UTC-6. Gli è succeduta Wanda Vázquez Garced, ex segretaria della Giustizia, incaricata dalla sopraddetta Corte Suprema.
Il 3 novembre 2020 è stato eletto governatore. Il 2 gennaio 2021 ha prestato giuramento. C'è stata una cerimonia privata in cui ha prestato giuramento dalla presidente della Corte suprema statale, Maite Oronoz Rodríguez. Ciò è stato seguito da una controversa cerimonia pubblica sul lato nord del Campidoglio portoricano, in quanto Pierluisi, nonostante la pandemia di COVID-19, ha ripetuto pubblicamente il giuramento e ha tenuto il suo discorso inaugurale davanti a 400 ospiti.
Nel febbraio 2021, Pedro Pierluisi ha affermato che il Congresso era "moralmente obbligato" a rispondere al referendum tenutosi a Porto Rico l'anno precedente.
Il 15 marzo 2021, Pedro Pierluisi ha indicato che lo stato di emergenza relativo al trasporto marittimo dall'isola principale a Vieques e Culebra rimarrà in vigore fino al 2022, quando il sistema di trasporto su traghetto sarà privatizzato. Dopo le proteste di gruppo contro il servizio di traghetto inadeguato, che ha portato a scontri tra polizia e manifestanti, Pedro Pierluisi ha dichiarato di sostenere le azioni delle "Fuerzas Unidas de Rapida Acción", il ramo locale delle forze di sicurezza coinvolte nella manifestazione.
Il 20 marzo 2022, durante l'assemblea generale del Nuovo Partito Progressista, il governatore Pedro Pierluisi ha annunciato che si sarebbe candidato per un secondo mandato. In un'intervista del 28 agosto 2022, ha ribadito alla stampa che si sarebbe effettivamente candidato di nuovo.
Nel febbraio 2023, Pedro Pierluisi ha chiesto al Senato di Washington DC di approvare da parte degli Stati Uniti d'America il disegno di legge che prevede una consultazione elettorale a Porto Rico tra le opzioni di statualità americana, indipendenza o indipendenza in libera associazione con gli Stati Uniti dell'America.
Nel luglio 2024, Pedro Pierluisi indice un referendum di autodeterminazione per Porto Rico, nel novembre 2024, per la prima volta, lo status del Commonwealth di Porto Rico, non appare in questo referendum di autodeterminazione.